# Мото Гран-Прі Америк

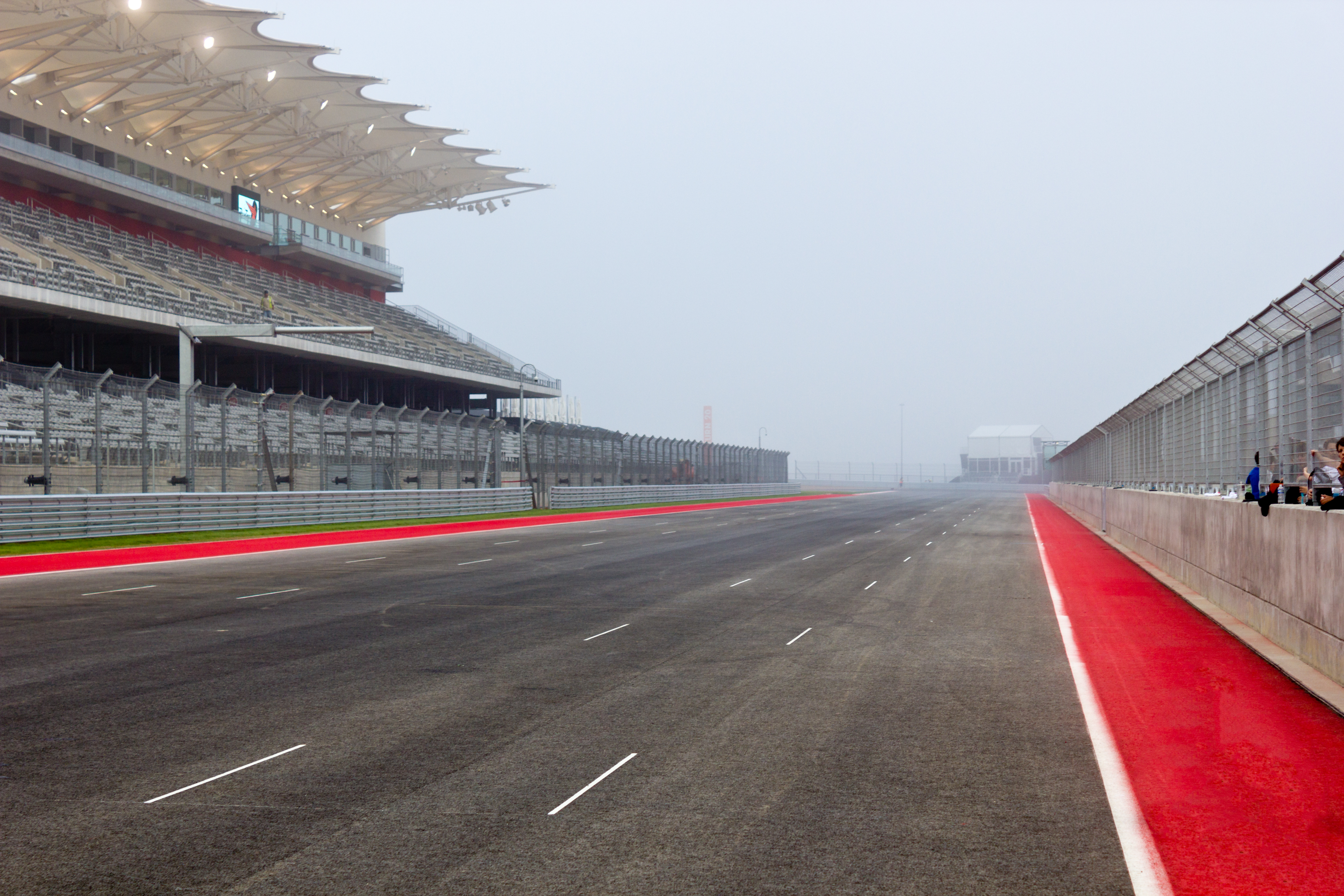
Траса Гран-Прі Америк

Мо́то Гран-Прі Аме́рик (англ. Motorcycle Grand Prix of the Americas) — етап змагань Чемпіонату світу із шосейно-кільцевих мотогонок у класі MotoGP. Перша гонка відбулася 21 квітня 2013 року на трасі Америк в околицях міста Остін, штат Техас., і стала третьою у календарі MotoGP разом з Гран-Прі США та Гран-Прі Індіанаполісу, що проводилися на території США.

## Переможці етапу
| Сезон | Трек         | Moto3         | Moto3    | Moto2            | Moto2    | MotoGP      | MotoGP   | Звіт |
| Сезон | Трек         | Гонщик        | Мотоцикл | Гонщик           | Мотоцикл | Гонщик      | Мотоцикл | Звіт |
| ----- | ------------ | ------------- | -------- | ---------------- | -------- | ----------- | -------- | ---- |
| 2023  | Траса Америк | Іван Ортола   | KTM      | Педро Акоста     | Kalex    | Алекс Рінс  | Honda    | Звіт |
| 2016  | Траса Америк | Романо Фенаті | KTM      | Алекс Рінс       | Kalex    | Марк Маркес | Honda    | Звіт |
| 2015  | Траса Америк | Данні Кент    | Honda    | Сем Лоус         | Speed Up | Марк Маркес | Honda    | Звіт |
| 2014  | Траса Америк | Джек Міллер   | KTM      | Маверік Віньялес | Kalex    | Марк Маркес | Honda    | Звіт |
| 2013  | Траса Америк | Алекс Рінс    | KTM      | Ніко Тероль      | Suter    | Марк Маркес | Honda    | Звіт |